# Parafia Wniebowzięcia Najświętszej Maryi Panny w Nowym Warpnie
Parafia pw. Wniebowzięcia Najświętszej Maryi Panny w Nowym Warpnie – parafia rzymskokatolicka należąca do dekanatu Police, archidiecezji szczecińsko-kamieńskiej, metropolii szczecińsko-kamieńskiej. Siedziba parafii mieści się przy ulicy Warszawskiej. Do parafii należą wierni będący mieszkańcami miasta Nowe Warpno.